# Kabupaten des îles Sangihe
Ne doit pas être confondu avec Îles Sangihe.
Le kabupaten des îles Sangihe, en indonésien : Kabupaten Kepulauan Sangihe, est un kabupaten d'Indonésie situé dans la province de Sulawesi du Nord et couvrant les plus septentrionales des îles Sangihe.

## Histoire
En 2002, les îles Talaud en ont été détachées pour former le kabupaten des îles Talaud, puis en 2007 les îles Sangihe du sud pour former le kabupaten des îles Siau Tagulandang Biaro.

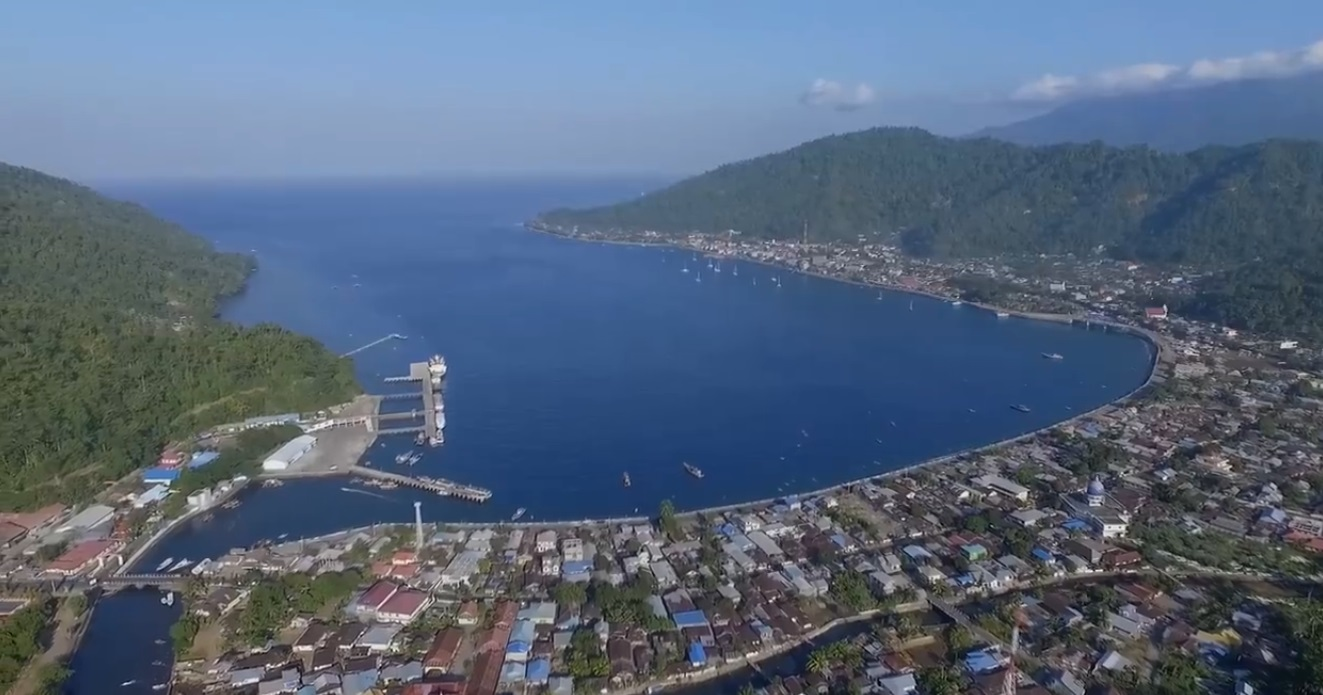
Vue de Tahuna, le chef-lieu du kabupaten, en 2021.